# Listă de filme americane din 1901
Aceasta este o listă de filme americane din 1901:
| Titlu | Regizor              | Actori | Gen | Note |
| --- | -------------------- | ------ | --- | ---- |
| Acrobats in Cairo                                                                                              |                      |        |     |      |
| An Affair of Honor                                                                                             |                      |        |     |      |
| Another Job for the Undertaker                                                                                 | Edwin Stanton Porter |        |     |      |
| Arrival of Tongkin Train                                                                                       |                      |        |     |      |
| The Artist's Dilemma                                                                                           | Edwin Stanton Porter |        |     |      |
| Band and Battalion of the U.S. Indian School                                                                   |                      |        |     |      |
| Barnum and Bailey's Circus                                                                                     |                      |        |     |      |
| Beef Extract Room                                                                                              |                      |        |     |      |
| Boxing in Barrels                                                                                              |                      |        |     |      |
| Branding Hams                                                                                                  |                      |        |     |      |
| Buffalo Street Parade                                                                                          |                      |        |     |      |
| A Busy Corner at Armour's                                                                                      |                      |        |     |      |
| The Bund, Shanghai                                                                                             |                      |        |     |      |
| Circular Panorama of the Base of the Electric Tower, Ending Looking Down the Mall                              |                      |        |     |      |
| Circular Panorama of the Electric Tower and Pond                                                               |                      |        |     |      |
| Circular Panorama of the Esplanade with the Electric Tower in the Background                                   |                      |        |     |      |
| Coaling a Steamer, Nagasaki Bay, Japan                                                                         |                      |        |     |      |
| Convention of Railroad Passengers                                                                              |                      |        |     |      |
| Cornell-Columbia-University of Pennsylvania Boat Race at Ithaca, N.Y., Showing Lehigh Valley Observation Train |                      |        |     |      |
| Couchee Dance on the Midway                                                                                    |                      |        |     |      |
| The Donkey Party                                                                                               |                      |        |     |      |
| The Finish of Bridget McKeen                                                                                   |                      |        |     |      |
| Follow the Leader                                                                                              |                      |        |     |      |
| The Fraudulent Beggar                                                                                          |                      |        |     |      |
| Fun at a Children's Party                                                                                      |                      |        |     |      |
| A Good Joke |                      |        |     |      |
| The Gordon Sisters Boxing                                                                                      |                      |        |     |      |
| Grand Entry, Indian Congress                                                                                   |                      |        |     |      |
| Happy Hooligan April-Fooled                                                                                    |                      |        |     |      |
| Happy Hooligan Surprised                                                                                       |                      |        |     |      |
| Harbor of Shanghai                                                                                             |                      |        |     |      |
| A Hold-Up |                      |        |     |      |
| Ice-Boat Racing at Redbank, N.J.                                                                               |                      |        |     |      |
| Indians No. 1                                                                                                  |                      |        |     |      |
| Jeffries and Ruhlin Sparring Contest at San Francisco, Cal., 15 noiembrie 1901                                 |                      |        |     |      |
| A Joke on Grandma                                                                                              |                      |        |     |      |
| Kansas Saloon Smashers                                                                                         |                      |        |     |      |
| Launching of the New Battleship 'Ohio' at San Francisco, Cal. When President McKinley Was There                |                      |        |     |      |
| Laura Comstock's Bag-Punching Dog                                                                              |                      |        |     |      |
| The Life of a Fireman                                                                                          |                      |        |     |      |
| Love by the Light of the Moon                                                                                  |                      |        |     |      |
| The Martyred Presidents                                                                                        |                      |        |     |      |
| Midway Dance                                                                                                   |                      |        |     |      |
| Miles Canyon Tramway                                                                                           |                      |        |     |      |
| Montreal Fire Department on Runners                                                                            |                      |        |     |      |
| Mounted Police Charge                                                                                          |                      |        |     |      |
| The Old Maid Having Her Picture Taken                                                                          |                      |        |     |      |
| Opening of the Pan-American Exposition Showing Vice President Roosevelt Leading the Procession                 |                      |        |     |      |
| Pan-American Exposition by Night                                                                               |                      |        |     |      |
| Panorama of the Exposition, No. 1                                                                              |                      |        |     |      |
| Panorama of the Exposition, No. 2                                                                              |                      |        |     |      |
| Panoramic View of the Fleet After Yacht Race                                                                   |                      |        |     |      |
| Panoramic View of the Temple of Music and Esplanade                                                            |                      |        |     |      |
| Panoramic View, Asheville, N.C.                                                                                |                      |        |     |      |
| Le Petit chaperon rouge                                                                                        |                      |        |     |      |
| Photographing the Audience                                                                                     |                      |        |     |      |
| Pie, Tramp and the Bulldog                                                                                     |                      |        |     |      |
| President McKinley and Escort Going to the Capitol                                                             | Thomas Edison        |        |     |      |
| President McKinley Taking the Oath                                                                             | Thomas Edison        |        |     |      |
| President McKinley's Speech at the Pan-American Exposition                                                     |                      |        |     |      |
| The Queen's Funeral                                                                                            |                      |        |     |      |
| Le Rêve de Noël                                                                                                |                      |        |     |      |
| Rocking Gold in the Klondike                                                                                   |                      |        |     |      |
| Ruhlin in His Training Quarters                                                                                |                      |        |     |      |
| Shad Fishing at Gloucester, N.J.                                                                               |                      |        |     |      |
| Terrible Teddy, the Grizzly King                                                                               |                      |        |     |      |
| The Tramp's Dream                                                                                              |                      |        |     |      |
| Tramp's Nap Interrupted                                                                                        |                      |        |     |      |
| Trapeze Disrobing Act                                                                                          |                      |        |     |      |
| A Trip Around the Pan-American Exposition                                                                      |                      |        |     |      |
| Turkish Dance                                                                                                  |                      |        |     |      |
| Twelve in a Barrel                                                                                             |                      |        |     |      |
| Two Rubes at the Theatre                                                                                       |                      |        |     |      |
| Upper Falls of the Yellowstone                                                                                 |                      |        |     |      |
| Washing Gold on 20 Above Hunker, Klondike                                                                      |                      |        |     |      |
| Wedding Procession in Cairo                                                                                    |                      |        |     |      |
| Why Mr. Nation Wants a Divorce                                                                                 |                      |        |     |      |
| Wonderful Trick Donkey, The                                                                                    |                      |        |     |      |
| Yacht Race Fleet Following the Committee Boat 'Navigator' Oct. 4th, The                                        |                      |        |     |      |
| You Can't Lose Your Mother-in-Law                                                                              |                      |        |     |      |